# Центральний (Смолевицький район)
Центральний (біл. вёска Цэнтральны) — село в складі Смолевицького району Мінської області, Білорусь. Село підпорядковане Плиській сільській раді, розташоване в центральній частині області.